# 艾波娜

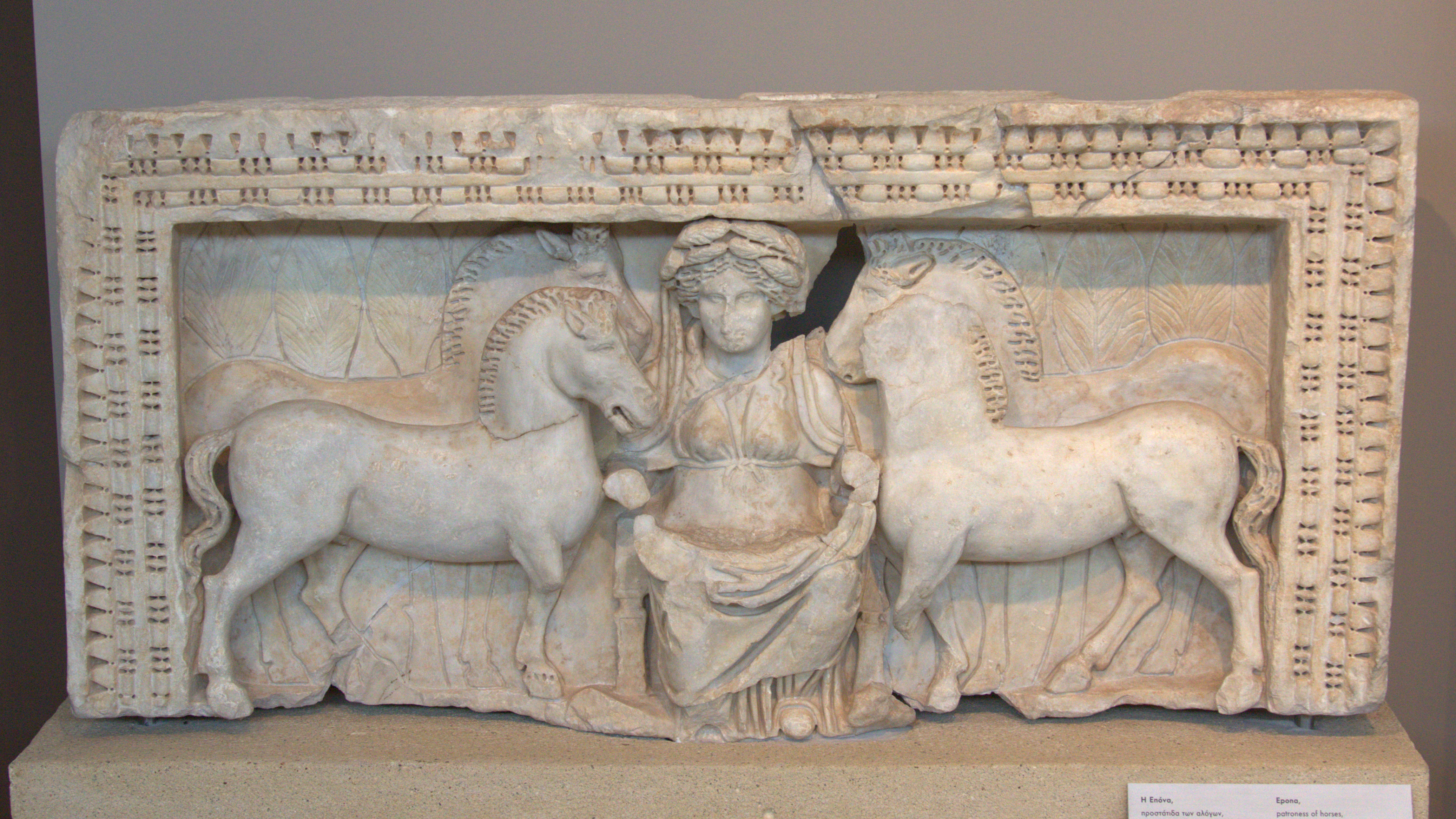
古羅馬馬其頓地區的艾波娜浮雕，現藏於塞萨洛尼基考古博物馆

法國阿普瓦尼的市徽，以艾波娜女神作為象徵

艾波娜（英語：Epona）是凱爾特神話與羅馬神話中的女性神祇，為馬匹的守護神。名稱源自凯尔特语族的Epu，意為“馬”，小馬的英文（pony）就是從她的名字而來。
她的形象一般為一個騎著馬的女人，通常兩側會伴隨著一匹小公馬以及一匹小母馬，手上拿著樹葉或是堆滿水果的聚寶盆（豐饒角），因此也被視為是一名豐收女神。
艾波娜的崇拜開始於高盧人，由於好戰的高盧人對於馬以及馬車有大量的需求，因此掌管馬的女神也順理成章帶有女性戰神的地位，地位崇高。不僅在高盧、在伊比利亞半島、英國、意大利北部和多瑙河盆地也受到了敬拜。